# Крем-брюле

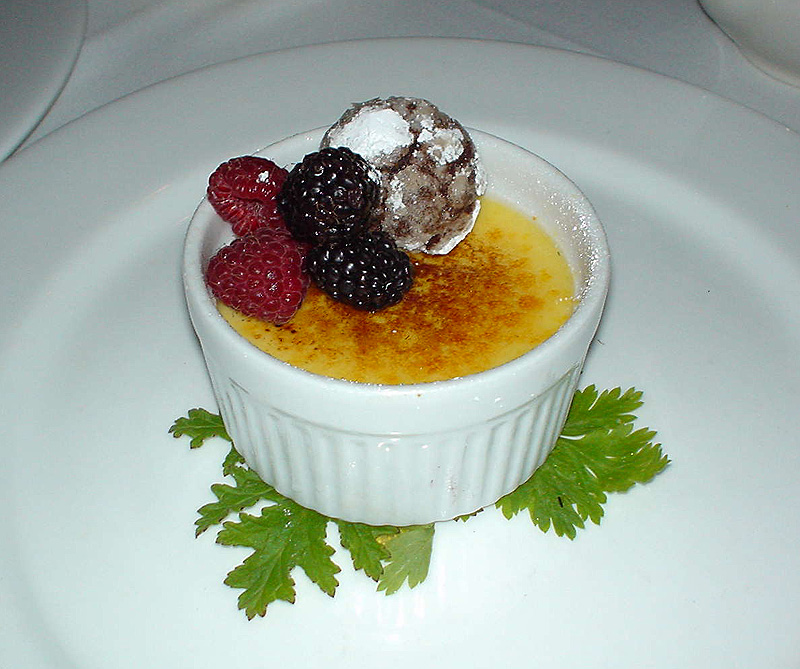
Крем-брюле

Крем-брюле́ (фр. crème brûlée — «обпалені вершки») — десерт із заварного крему з карамельною скоринкою. Найчастіше подається замороженим чи охолодженим, тому його категоризують ще й як підвид морозива.
Ймовірно, крем-брюле вперше було приготовлено в XVII столітті в Триніті-коледжі. Там десерт називали burnt cream, Cambridge burnt cream або Trinity cream.

## Технологія

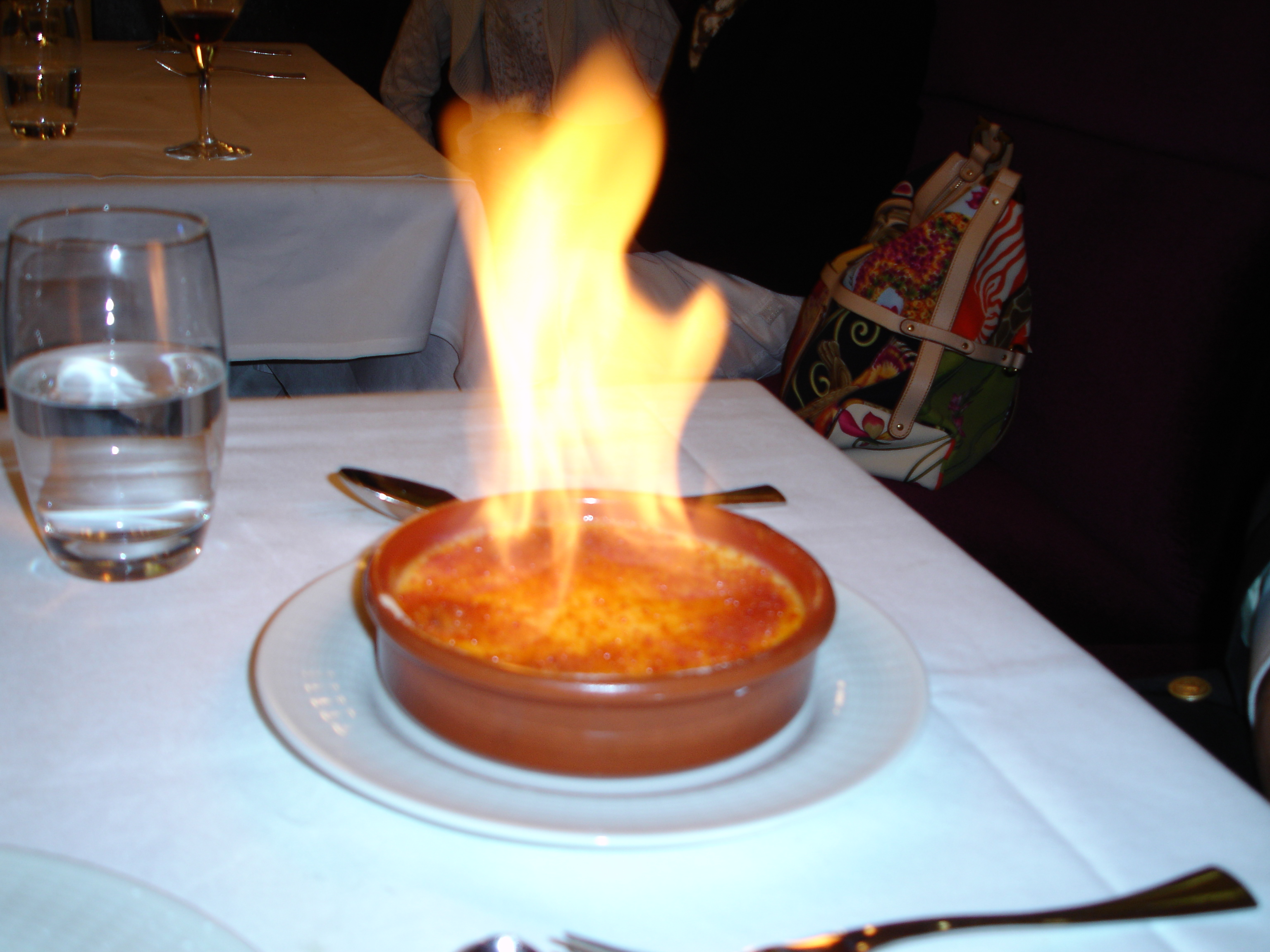
Технологія крем-брюле

Для приготування крем-брюле використовуються жовтки, цукор, вершки, молоко і ваніль, але можуть використовуватися й інші ароматизатори, наприклад цедра.
Нагріте молоко змішують з іншими інгредієнтами, а потім запікають, що призводить до затвердіння крему. Потім скоринка карамелізується. Додатковими інгредієнтами можуть бути: розмарин, шоколад, кава, лікери, фрукти.
Класичний крем-брюле подається в окремій посудині, зазвичай, керамічному горщику (може бути й креманка). Також, заздалегідь готують карамельні диски, якими накривають десерт. А от в закладах харчування (кафе, ресторанах), для більшого ефекту, використовують наочний процес карамелізації.

## Особливості
На теренах України популярний різновид морозива «крем-брюле», яке не має спільних ознак з оригінальним десертом. Лише завдяки ароматизованим добавкам йому надається присмак, схожий на справжній крем-брюле.